# Petro-Ievdokiivka, Rozdilna
Petro-Ievdokiivka (în ucraineană Петро-Євдокіївка) este un sat în comuna Rozdilna din raionul Rozdilna, regiunea Odesa, Ucraina.

## Demografie
Componența lingvistică a localității Petro-Ievdokiivka
     Ucraineană (97,16%)
     Rusă (2,84%)
Conform recensământului din 2001, majoritatea populației localității Petro-Ievdokiivka era vorbitoare de ucraineană (97,16%), existând în minoritate și vorbitori de rusă (2,84%).